# Bibracte cristulata
Bibracte cristulata är en insektsart som beskrevs av Carl Stål 1878. Bibracte cristulata ingår i släktet Bibracte och familjen gräshoppor. Inga underarter finns listade i Catalogue of Life.